# Ogooué et des Lacs
Ogooué et des Lacs (oder Ogooue et des Lacs) ist ein Departement in der Provinz Moyen-Ogooué in Gabun und liegt zentral. Das Departement hatte 2013 etwa 54.000 Einwohner.

## Gliederung
- Lambaréné